# Mein Teil
Mein Teil är en singel av bandet Rammstein från albumet Reise, Reise. Låttiteln "Mein Teil" översätts till "Min (kropps)del" och syftar på ett uppmärksammat rättsfall i Tyskland. I mars 2001 stämde Armin Meiwes (född 1961) och Bernd Jürgen Armando Brandes (född 1958) träff efter kontakt på internet. Meiwes skar av Brandes penis och åt upp den. Därefter dödade Meiwes Brandes, enligt utsago med dennes medgivande, och förtärde delar av dennes kropp.
| ”                | Det är så sjukt att det blir fascinerande och då måste där bara finnas en låt om det. | „ |
| – Till Lindemann |                                                                                       |   |

Låten blev mycket uppmärksammad för att den tog upp det kontroversiella ämnet och kallades i tysk media för "Kannibalensong" ("kanniballåten").
Singelversionen inleds (av basist Oliver Riedel) med orden "Suche gut gebauten Achtzehn- bis Dreißigjährigen zum Schlachten – Der Metzgermeister" ("Söker väl byggd 18- till 30-åring för slakt – Slaktmästaren"), vilken är den formulering som Armin Meiwes använde i sin kontaktannons.
Bandet blev senare stämda på grund av låten. Armin Meiwes, den tyska kannibalen som låten handlar om, ansåg att låten var för starkt kopplad till honom och lämnade därför in en stämningsansökan mot bandet. Richard Z. Kruspe förklarade i december 2004 varifrån bandet hade fått inspiration till låten:
| ”                   | Jag var mycket intresserad av att veta varför han skulle vilja döda en man och äta honom. Det jag listade ut genom research var att Meiwes mor förstörde alla hans barndoms relationer. Så han kände att om han gjorde detta skulle hans offer stanna hos honom för alltid. Det var helt enkelt en riktigt intressant historia, så vi bestämde oss för att göra en låt om det. | „ |
| – Richard Z. Kruspe | |   |

Låten nominerades till Best Metal Performance på Grammy Awards år 2006. Låten finns även med i filmen Resident Evil: Apocalypse och kom med på Loudwire.com:s lista "13 Disturbing Songs People Love".

## Låtlista

### 5" CD-singel
1. "Mein Teil" – 4:23
2. "Mein Teil (You Are What You Eat Edit)" (Remix av Pet Shop Boys) – 4:07
3. "Mein Teil (Return to New York Buffet Mix)" (Remix av Arthur Baker) – 7:22
4. "Mein Teil (There Are No Guitars on This Mix)" (Remix av Pet Shop Boys) – 7:20

### 5" CD-singel (Australiensiska utgåvan)
1. "Mein Teil" – 4:23
2. "Mein Teil (You Are What You Eat Edit)" (Remix av Pet Shop Boys) – 4:07
3. "Mein Teil (Return to New York Buffet Mix)" (Remix av Arthur Baker) – 7:22
4. "Mein Teil (There Are No Guitars on This Mix)" (Remix av Pet Shop Boys) – 7:20

- "Mein Teil" (Musikvideo)

### 5" 2-spårs CD-singel
1. "Mein Teil" – 4:23
2. "Mein Teil (You Are What You Eat Edit)" (Remix av Pet Shop Boys) – 4:07

### 3" CD-singel
1. "Mein Teil" – 4:23
2. "Mein Teil (You Are What You Eat Edit)" (Remix av Pet Shop Boys) – 4:07

### 2x 12" Vinyl-singel
1. "Mein Teil (You Are What You Eat Mix)" (Remix av Pet Shop Boys) – 6:45
2. "Mein Teil (You Are What You Eat Instrumental Mix)" (Remix av Pet Shop Boys) – 7:00
3. "Mein Teil (The Return to New York Buffet Mix)" (Remix av Arthur Baker) – 7:22
4. "Mein Teil (The Return to New York Buffet Instrumental Mix)" (Remix av Arthur Baker) – 7:23